# Dreieck Sankt Augustin-West
Dreieck Sankt Augustin-West is een knooppunt in de Duitse deelstaat Noordrijn-Westfalen.
Op dit trompetknooppunt ten noordwesten van de stad Sankt Augustin sluit de A560 Hennef-Bonn aan op de A59 Keulen-Bonn.

## Naamgeving
Het knooppunt is vernoemd naar de stad Sankt Augustin, die een paar kilometer naar het oosten ligt. Het stadsdeel Menden van Bonn ligt pal naast het knooppunt, maar hier is het knooppunt niet naar vernoemd, mogelijk vanwege verwarring met Menden.

## Configuratie
Knooppunt
Het is een trompetknooppunt.
Rijstrook
Nabij het knooppunt hebben zowel de A560 als de A59 naar het noorden richting Dreieck Köln-Heumar 2×2 rijstroken Ten zuiden van het knooppunt richting Dreieck Bonn-Nordost 2×3 rijstroken.
De verbindingswegen naar het zuiden hebben twee rijstroken. De verbindingswegen van en naar Keulen hebben twee
rijstroken, de ander twee hebben één rijstrook.

## Verkeersintensiteiten
Dagelijks passeren ongeveer 180.000 voertuigen het knooppunt
| Van                    | Naar                   | Gemiddeld aantal voertuigen per dag | Percentage vrachtverkeer |
| ---------------------- | ---------------------- | ----------------------------------- | ------------------------ |
| AS Troisdorf (A59)     | AD Sankt Augustin-West | 91.000                              | 6,5 %                    |
| AD Sankt Augustin-West | AD Bonn-Nordost (A59)  | 115.900                             | 5,4 %                    |
| AD Sankt Augustin-West | AS Siegburg (A560)     | 082.800                             | 5,5 %                    |

## Richtingen knooppunt
| Aansluitende wegen                                 | Aansluitende wegen | Aansluitende wegen                                | Aansluitende wegen | Aansluitende wegen                                |
| -------------------------------------------------- | ------------------ | ------------------------------------------------- | ------------------ | ------------------------------------------------- |
| richting Troisdorf / Keulen Luchthaven Keulen-Bonn |                    |                                                   |                    | richting Sankt Augustin / Siegburg Frankfurt a.M. |
|                                                    |                    |                                                   |                    |                                                   |
|                                                    |                    |                                                   |                    |                                                   |
|                                                    |                    |                                                   |                    |                                                   |
|                                                    |                    | richting Dreieck Bonn-Nordost Bonn / Königswinter |                    |                                                   |